# Диаболо
Диаболо — игрушка для жонглирования в форме двух подобий конусов, соединённых между собой их вершинами, которая вращается, бросается и ловится посредством верёвки, привязанной к двум палкам, которые играющий держит в обеих руках.
Идея игры, скорее всего, первоначально возникла в Китае (будучи придуманной там примерно в XII веке; сейчас её изначальный вариант именуется «китайским йо-йо»), где верхняя часть игрушки была сделана из двух полых цилиндров из металла или дерева и соединена со стержнем, часто большого размера; игрушка при вращении издавала громкий звук и использовалась разносчиками, чтобы привлечь клиентов. Из Китая она была завезена миссионерами в Европу, и вариант игры, известной как «дьявол на двух палках», возможно, был известен в Англии в конце XVIII столетия: улучшение игрушки приписывают лорду Маккартни.
Но настоящего распространения игрушка достигла во Франции в 1812 году, где её верхнюю часть назвали «le diable». Сохранились старые рисунки, иллюстрирующие примеры популярности и повального увлечения ей во Франции в то время. Диаболо тех дней напоминало шаровидную деревянную гантель с узкой центральной частью, и звонкий звук, издаваемый ей при вращении, — bruit du diable — был её характерной особенностью. В течение XIX столетия в разное время были предприняты случайные попытки возродить популярность этой вертящейся на верёвке игрушки, но только в 1906 году случился второй пик её популярности, сравнимый с пиком 1812 года. Французский инженер Гюстав Филиппар, обнаружив некоторые старые образцы игрушки, экспериментировал в течение некоторого времени с новыми формами её верхней части в целях обеспечить ей новую популярность; он создал форму двойного конуса и добавил миниатюрную велосипедную резиновую шину вокруг оправ двух концов двойного конуса, а также несколько других улучшений; именно он назвал игрушку «диаболо». При этом данное слово не имеет отношения к слову «дьявол», а происходит от греческого διαβάλλω diabállô, что примерно переводится как «бросаю через».
Использование в качестве материала для её создания целлулоида, предпочитаемого металлу или дереву, вероятно, началось после предложения Фрая, который был проконсультирован по этому поводу изобретателем новой версии игрушки. Игра в диаболо, включавшая вращение, броски и ловлю, была быстро развита в различных направлениях и вариантах: и как соревнование в мастерстве выполнения тех или иных трюков с ней, и как «диаболо-теннис», и как многие другие виды спортивного времяпрепровождения. Из Парижа, Остэнде и главных французских морских курортов, где она стала популярной в 1906 году, мода на неё к 1907 году распространилась так, что во Франции и Англии она стала модным «хитом» и среди детей, и среди взрослых.
Современные диаболо по-прежнему иногда изготавливаются из металла, но чаще — из пластика или резины.
Жонглирование несколькими диаболо используется в цирковых номерах, например, в шоу «Quidam» Цирка дю Солей.